# Narke
Narke ist eine Knorpelfischgattung aus der Ordnung der Zitterrochenartigen (Torpediniformes), die von Südafrika bis Südjapan und Südkorea im westlichen und nördlichen Indischen Ozean und im Westpazifik vorkommt. Die kleinen Rochen leben dort küstennah auf dem Kontinentalschelf in Tiefen von 20 bis 115 Metern.

## Merkmale
Narke-Arten werden 20 bis 38 cm lang. Kopf, Rumpf und Brustflossen bilden eine annähernd rund Scheibe in der sich auch die elektrischen Organe befinden, die an der Bauchseite von außen sichtbar sind. Die Haut ist glatt, schuppenlos und weich. Die Bauchflossen setzen unterhalb der Brustflossen an. Sie sind deutlich von diesen abgesetzt und breit. Der Schwanz ist relativ kurz und hat an jeder Seite eine Hautfalte. Auf dem Schwanz befindet sich eine einzelne Rückenflosse, am Ende die mittelgroße bis längliche Schwanzflosse. Die Augen sind klein und stehen hervor. Das Maul ist klein, vorstülpbar und wird von einer Hautfalte umgeben. Die kleinen Zähne sind in schmalen Bändern angeordnet. Die Kiemenöffnungen sind schmal. Die dicht hinter den Augen stehenden Spritzlöcher sind größer als diese. Ihre Ränder sind glatt und leicht erhoben. Die Rochen sind meist einfarbig gefärbt, selten mit undeutlich ausgeprägten dunklen Flecken auf der Rückenseite. Die Bauchseite ist weißlich oder cremefarben.

## Arten
Es gibt drei Narke-Arten:
- Narke capensis (Gmelin, 1789)
- Narke dipterygia (Bloch & Schneider, 1801)
- Narke japonica (Temminck & Schlegel, 1850)